# Кубок КОНІ 1928
Кубок КОНІ 1928 (італ. Coppa CONI 1928) — другий розіграш втішного футбольного турніру, що проводився Національним олімпійським комітетом Італії (італ. Comitato Olimpico Nazionale Italiano, C.O.N.I.) для команд, що не потрапили до фінального турніру національного чемпіонату.

## Історія
До фінального турніру Чемпіонату Італії 1927—1928 кваліфікувалось 8 учасників. Решта 14 учасників отримали можливість зіграти в Кубку КОНІ, щоправда, команда «Хеллас Верона» відмовилась від участі. Переможцями груп стали «Модена» і «Рома». У фіналі вони двічі зіграли внічию (0:0, 2:2), тому був проведений додатковий матч у Флоренції, що приніс перемогу римському клубові з рахунком 2:1.

## Група А
| Місце | Команди          | О  | І  | В | Н | П | МЗ | МП |
| ----- | ---------------- | -- | -- | - | - | - | -- | -- |
| 1.    | «Рома»           | 18 | 12 | 8 | 2 | 2 | 29 | 13 |
| 2.    | «Брешія»         | 15 | 12 | 6 | 3 | 3 | 27 | 19 |
| 3.    | «Наполі»         | 14 | 12 | 6 | 2 | 4 | 28 | 19 |
| 4.    | «Новара»         | 11 | 12 | 3 | 5 | 4 | 14 | 18 |
| 4.    | «Ла Домінанте»   | 11 | 12 | 5 | 1 | 6 | 23 | 30 |
| 6.    | «Про Патрія»     | 10 | 12 | 4 | 2 | 6 | 27 | 31 |
| 7.    | «Кремонезе» (-1) | 4  | 12 | 1 | 3 | 8 | 12 | 30 |

## Група В
| Місце | Команди        | О  | І  | В | Н | П | МЗ | МП |
| ----- | -------------- | -- | -- | - | - | - | -- | -- |
| 1.    | «Модена»       | 14 | 10 | 7 | 0 | 3 | 29 | 18 |
| 2.    | «Про Верчеллі» | 14 | 10 | 7 | 0 | 3 | 24 | 11 |
| 3.    | «Лаціо»        | 13 | 10 | 6 | 1 | 3 | 18 | 14 |
| 4.    | «Ліворно»      | 12 | 10 | 6 | 0 | 4 | 24 | 18 |
| 5.    | «Реджана»      | 5  | 10 | 2 | 1 | 7 | 13 | 33 |
| 6.    | «Падова» (-2)  | 0  | 10 | 1 | 0 | 9 | 9  | 23 |

## Фінал
| 22.07.1928 |

| «Рома» | 0:0        | «Модена» |
| ------ | ---------- | -------- |
|        | (протокол) |          |

| Рим Арбітр: Ленті |

| 26.07.1928 |

| «Модена»                  | 2:2        | «Рома»                       |
| ------------------------- | ---------- | ---------------------------- |
| Піккалуга 15' Маццоні 57' | (протокол) | 25' Фазанеллі 86' А.Ферраріс |

| Модена Арбітр: Акілле Гама |

| 29.07.1928 |

| «Рома»                          | 2:1        | «Модена»    |
| ------------------------------- | ---------- | ----------- |
| Корбйонс 22' (пен.) Буссич 110' | (протокол) | 57' Маццоні |

| Флоренція Арбітр: Маттеа |

## Чемпіони
Склад чемпіонів турніру «Роми»:
| Воротар: Бруно Балланті (14,-15), Джузеппе Рапетті (1,-1). Захисники: Аттіліо Маттеї (15,2), Джованні Корбйонс (13,1), Анджело Б'янкі (1), Маріо Де Мікелі (1). Півзахисники: Аттіліо Ферраріс (15,2), Джованні Деньї (15,1), П'єріно Ровіда (13). Нападники: Артуро Кіні Лудуенья (15, 7), Маріо Буссич (15, 3), Чезаре Фазанеллі (14, 9), Енріко Каппа (10, 3), Антоніо Маддалуно (8,2), Луїджі Дзіролі (7), Антоніо Б'янкі (4,1) Карло Дзампорліні (2), Маріо Боссі (1,1), Бруно Ріккі (1,1). Тренер: Вільям Гарбатт. |

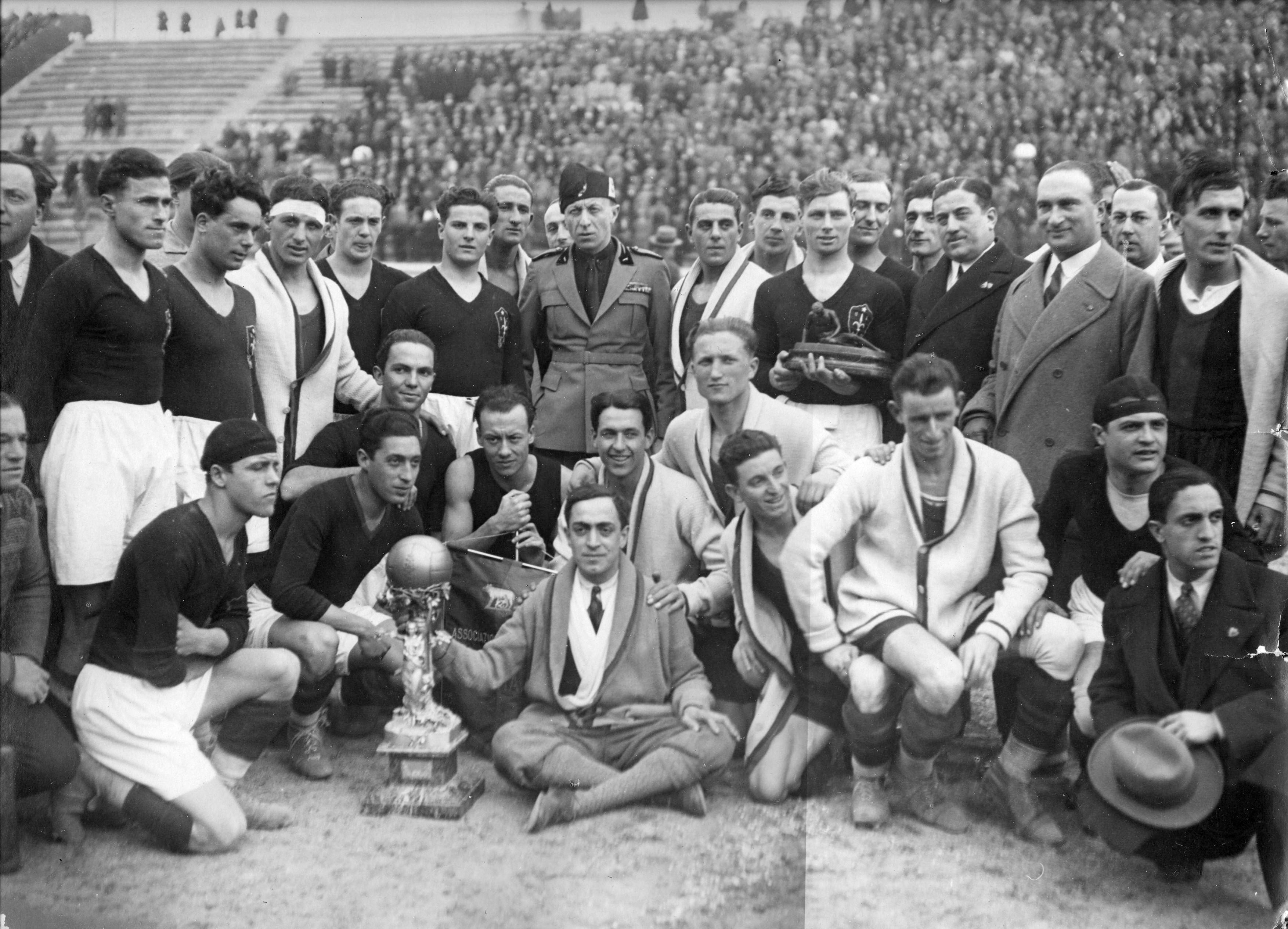
«Рома» - переможець Кубка КОНІ 1928